# Biggleswade Castle
Biggleswade Castle ist eine abgegangene Burg in der Stadt Biggleswade in der englischen Grafschaft Bedfordshire.
Die Existenz dieser Burg wurde 1954 auf Luftbildaufnahmen entdeckt, die die Überreste einer Motte mit doppeltem Burggraben und eines Burghofes mit einfachem Burggraben zeigten.
In den Jahren 1962 und 1968 wurden dort Ausgrabungen durchgeführt. Dabei entdeckte man Reste hölzerner Gebäude und Steingut.
Heute sind nur noch Bewuchsmerkmale und leichte Erdwerke erkennbar. Das Gelände ist ein Scheduled Monument.